# Augusto Dutra de Oliveira
Augusto Dutra da Silva de Oliveira (né le 16 juillet 1990 à Marília) est un athlète brésilien, spécialiste du saut à la perche.

## Biographie
Il remporte le titres lors des Championnats d'Amérique du Sud juniors 2009 et lors des Championnats d'Amérique du Sud espoirs 2010.
En début de saison 2013, Augusto de Oliveira améliore à deux reprises le record d'Amérique du Sud en salle en franchissant 5,66 m puis 5,71 m. Le 16 mai, lors du Grande Premio Brasil Caixa de Atletismo d'Uberlândia, il s'empare du record national en plein air avec un saut à 5,81 m, améliorant de d'un centimètre l'ancienne meilleure marque continentale de son compatriote Fábio Gomes da Silva établie en 2011. Le 22 juin, il réussit 5,82 m lors du meeting de Hof en Allemagne, mais ce nouveau record est battu deux semaines plus tard par Thiago Braz da Silva.
En 2015, il franchit 5,81 m à Londres.
Le 17 mars 2016, de Oliveira termine 14e lors des championnats du monde en salle de Portland avec une marque de 5,40 m. Il franchit le 19 juin une barre à 5,70 m.
Il remporte la médaille d'argent des Jeux panaméricains de 2019 avec 5,71 m, derrière l'Américain Chris Nilsen.

## Palmarès
| Date | Compétition                    | Lieu             | Résultat | Marque  |
| ---- | ------------------------------ | ---------------- | -------- | ------- |
| 2010 | Jeux sud-américains            | Medellín         | 1er      |         |
| 2011 | Championnats d'Amérique du Sud | Buenos Aires     | 4e       |         |
| 2012 | Championnats ibéro-américains  | Barquisimeto     | 2e       | 5,30 m  |
| 2013 | Championnats du monde          | Moscou           | 11e      | 5,65 m  |
| 2013 | Ligue de diamant               | Ligue de diamant | 3e       | détails |
| 2014 | Championnats du monde en salle | Sopot            | 7e       | 5,65 m  |
| 2014 | Jeux sud-américains            | Santiago         | 1er      | 5,40 m  |
| 2014 | Coupe continentale             | Marrakech        | 4e       | 5,40 m  |
| 2014 | Ligue de diamant               | Ligue de diamant | 3e       | détails |
| 2015 | Championnats du monde          | Pékin            | 9e       | 5,65 m  |
| 2016 | Championnats du monde en salle | Portland         | 14e      | 5,40 m  |
| 2016 | Championnats ibéro-américains  | Rio de Janeiro   | 2e       | 5,30 m  |
| 2018 | Jeux sud-américains            | Cochabamba       | 1er      | 5,50 m  |
| 2019 | Championnats d'Amérique du Sud | Lima             | 1er      | 5,61 m  |
| 2019 | Jeux panaméricains             | Lima             | 2e       | 5,71 m  |
| 2019 | Championnats du monde          | Doha             | 10e      | 5,55 m  |
| 2019 | Jeux mondiaux militaires       | Wuhan            | 2e       | 5,50 m  |

## Records
| Épreuve          | Épreuve   | Performance | Lieu               | Date         |
| ---------------- | --------- | ----------- | ------------------ | ------------ |
| Saut à la perche | Plein air | 5,82 m      | Hof                | 22 juin 2013 |
| Saut à la perche | Salle     | 5,71 m      | São Caetano do Sul | 2 mars 2013  |